# Österplana landskommun
Österplana landskommun var en tidigare kommun i dåvarande Skaraborgs län.

## Administrativ historik
Kommunen inrättades i Österplana socken i Kinne härad i Västergötland när 1862 års kommunalförordningar trädde i kraft. 
Vid Kommunreformen 1952 uppgick kommunen i Kinnekulle landskommun som 1967 uppgick i Götene köping som 1971 ombildades till Götene kommun.

## Politik

### Mandatfördelning i Österplana landskommun 1946
| 5 | 7 | 3 |

| 13 |